# Поникла
Поникла́ (рос. Поникла) — село у складі Бугурусланського району Оренбурзької області, Росія.

## Населення
Населення — 644 особи (2010; 697 у 2002).
Національний склад (станом на 2002 рік):
- росіяни — 76 %